# Francesca Tardioli
Francesca Tardioli (n. 8 septembrie 1965, Foligno, Umbria, Italia – d. 20 februarie 2022, Foligno, Umbria, Italia) a fost o diplomată italiană. A avut funcția de ambasador al Italiei în Australia din 2019 până în 2022.

## Biografie
S-a născut la Foligno, regiunea Umbria și a absolvit Universitatea din Perugia cu diplomă în științe politice. În 1991, s-a angajat la Ministerul Afacerilor Externe⁠(d). Din noiembrie 1995 până în august 1998, a fost consul la Nürnberg. Ulterior, din septembrie 2004 până în iulie 2008, a fost Reprezentant Permanent al NATO.
Tardioli a murit după ce a căzut de pe balconul casei sale din Foligno la 20 februarie 2022, la vârsta de 56 de ani.

## Onoruri
- 3 iunie 2021: Ordinul Național de Merit al Republicii Italiene în grad de Ofițer, Clasa a IV-a[7]